# Шемет, Александр Леонидович
Алекса́ндр Леони́дович Ше́мет (укр. Олександр Леонідович Шемет, Корюковка) — украинский военный лётчик, подполковник, участник российско-украинской войны. Герой Украины (2022).

## Биография
Родился в городе Корюковка Черниговской области. Окончил Сызранское высшее военное авиационное училище лётчиков. С начала 1990-х годов служит в Вооружённых силах Украины. С 2014 года принимал участие в АТО на востоке Украины.
В апреле 2022 года, во время российского вторжения в Украину, подполковник Шемет вместе с экипажем вертолёта выполнил сложную миссию по доставке боеприпасов, высадке разведывательной группы и эвакуации раненых по маршруту Мариуполь — Днепр. Во время посадки и взлёта в Мариуполе вертолёт подвергся обстрелу из стрелкового оружия и зенитно-ракетного комплекса «Тор», однако экипаж успешно выполнил задание. По возвращении вертолёт попал под прицельный огонь российского военного катера, но, несмотря на это, миссия была завершена успешно.
Этот полёт стал последним успешным авиационным прорывом к заводу «Азовсталь» в Мариуполе.

## Награды
- Звание «Герой Украины» с удостоением ордена «Золотая Звезда» (7 апреля 2022) — за личное мужество и героизм, проявленные в защите государственного суверенитета и территориальной целостности Украины, верность военной присяге[2].
- Орден Богдана Хмельницкого III степени (29 марта 2022) — за личное мужество и высокий профессионализм, проявленные в защите государственного суверенитета и территориальной целостности Украины, верность военной присяге[3].